# Roberto Abbondanzieri
Roberto Abbondanzieri, född den 19 augusti 1972, är en argentinsk före detta fotbollsmålvakt. Han spelade i Boca Juniors under två perioder, 1997–2006 och 2009–2010. Däremellan spelade han i spanska Getafe. Abbondanzieri debuterade i det argentinska landslaget 2004.